# 佐々田愛一郎
佐々田 愛一郎（ささだ あいいちろう、1968年 - ）は日本の指揮者。宝塚歌劇オーケストラでタクトを振る。宝塚歌劇団ではじめて指揮として採用された。

## 略歴
1968年、兵庫県宝塚市に生まれる。
大阪教育大学附属池田中学校、大阪教育大学附属高等学校池田校舎を経て神戸大学教育学部へ進学する。
1992年に神戸大学教育学部を卒業。同年、指揮者の採用で宝塚歌劇団に入団した。1年間の研修を経て1993年2月に宝塚大劇場で公演された『ラ・ノーバ!』で指揮者デビューする。
宝塚大劇場での公演を中心に、年間300公演以上を指揮する。